# براغيث
البراغيث (الاسم العلمي: Pulicidae)، هي فصيلة من الحشرات تتبع رتبة البرغوثيات. وتضم 181 نوعاً في 27 جنسًا وتتغذى على دم الثدييات. من أشهر أنواعها برغوث الكلب وبرغوث القط.

## التصنيف
- البرغوثاوات
  - البرغوثاوية
    - البرغوث
    - الفاعية